# Inondation de 1809 aux Pays-Bas

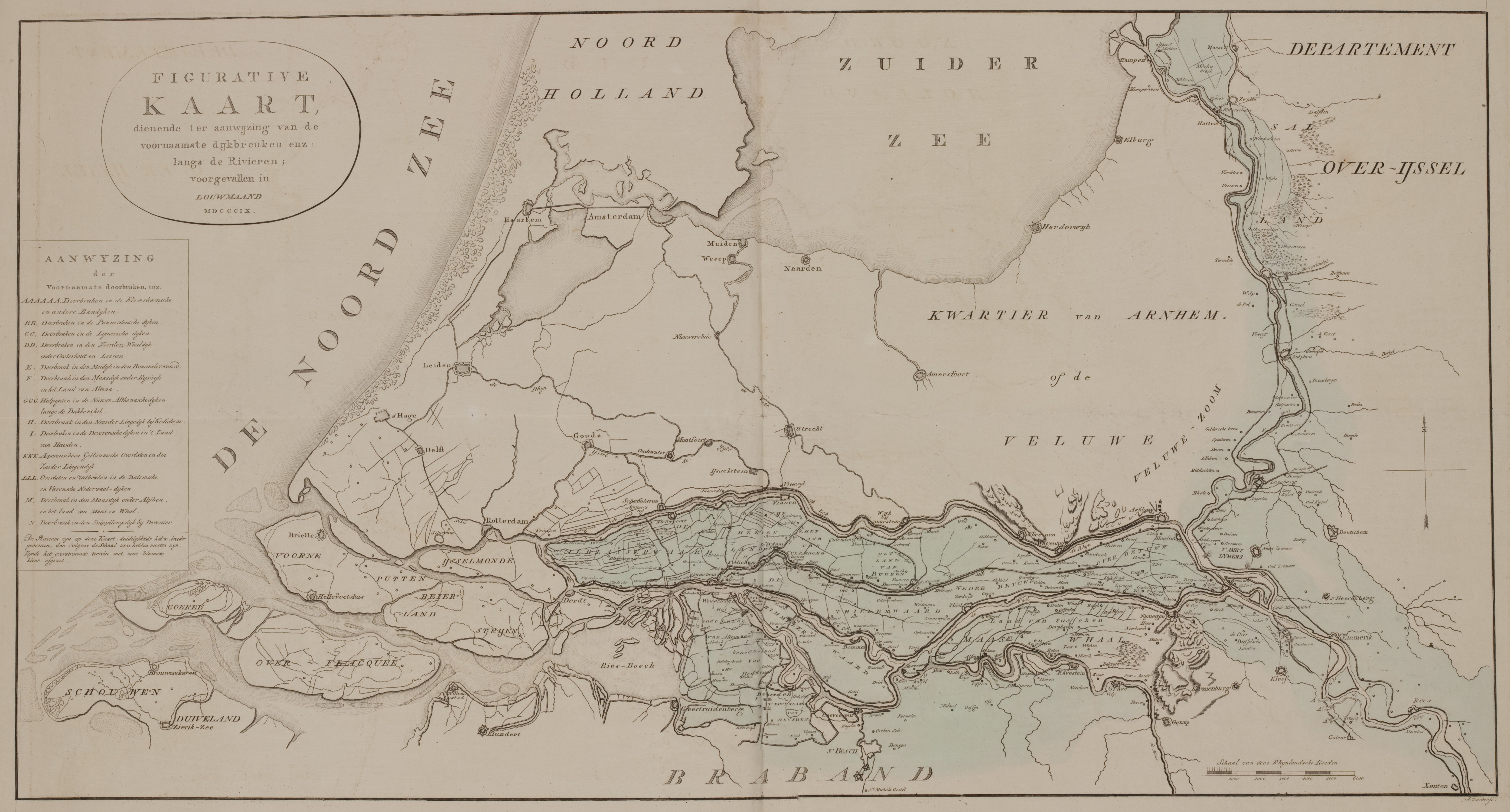
Carte de 1809 indiquant les zones inondées.

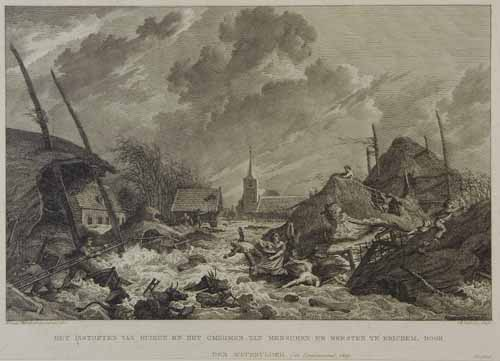
Destruction des maisons et mort des hommes et du bétail à Erichem lors de l'inondation de 1809.

L'inondation de 1809 est le résultat d'une crue importante ayant notamment touché la Betuwe, dans le centre des Pays-Bas en janvier 1809. Elle a fait près de deux cents victimes.

## Contexte hydrographique
La Betuwe est une région particulièrement fertile du centre des Pays-Bas. Elle est située entre les deux principaux bras du Rhin, le Waal d'une part et le Rhin inférieur puis le Lek d'autre part, qui se séparent près d'Arnhem. Les estuaires du Waal et de la Meuse traversent le Biesbosch, une vaste zone de polders reconquis par la mer lors de l'inondation de la Sainte-Élisabeth en 1421, près de la ville de Dordrecht. Le Biesbosch forme dès lors un tampon marécageux parcouru par de multiples petits cours d'eau, dont le gel est plus rapide qu'un vaste estuaire.

## La crue et l'inondation
L'hiver 1808-1809 est particulièrement rigoureux et de nombreux cours d'eau des Pays-Bas, dont le Biesbosch, gèlent. Le canal de Pannerden, constituant la section du Rhin inférieur à la division du Rhin en deux bras, gèle. De ce fait, une grande partie des eaux du Rhin qui devaient s'écouler dans le Lek est contrainte de passer par le Waal. À la mi-janvier, les digues du Waal cèdent à deux endroits : à Lent, tout près de Nimègue, et à Loenen, quelques kilomètres en aval. L'eau du fleuve se déverse comme un torrent à l'intérieur des terres, détruisant des fermes et des villages. Le gros de l'inondation est arrêté par la Diefdijk, une digue traversant la Betuwe entre Gorinchem, Leerdam et Culemborg, et forme ainsi une véritable mer intérieure. Si la Betuwe est la région la plus durement touchée, des inondations ont eu lieu sur l'ensemble de la zone comprise entre la Meuse et le Rhin, jusqu'à Arnhem.
À partir du 28 janvier, le roi de Hollande Louis Bonaparte se rend à Gorinchem pour se rendre compte de l'étendue des dégâts et soutenir les populations sinistrées. Louis aide lui-même à renforcer les digues avec des sacs de sable, il coordonne les actions de secours et se rend dans les villages les plus isolés du territoire pour redonner courage à la population. Pour faciliter l'écoulement de l'eau, la digue est percée à Dalem. Ces efforts sont vains puisque la Diefdijk cède à son tour le 31 janvier près de  Kedichem et l'inondation s'étend à l'ensemble de la Betuwe, jusqu'à Alblasserdam. 
Les dégâts sont estimés par le ministère de l'Intérieur à 6 millions de florins.